# امواج آلفا

امواج الفا

امواج آلفا (به انگلیسی: Alpha Wave) سومین موج تولید شده توسط مغز می‌باشد.
فرکانس نوسان‌های عصبی (امواج مغزی)، در حالت بیداری کامل از ۱۴ تا ۲۱ سیکل در ثانیه متغیر است که آن را امواج مغزی بتا می‌گوییم. زمانی که به هر دلیلی هوشیاریمان کم می‌شود، مثلا: وقتی برای خوابیدن روی تخت یا زمین دراز می‌کشیم و حالت خواب بر ما تسلط پیدا می‌کند، پلک‌هایمان سنگین می‌شوند، حسش خیلی نزدیک به خواب است، ولی هنوز صدای محیط را می‌شنویم. در این شرایط امواج مغزی ما کاهش پیدا کرده‌است و حدود ۱۴ سیکل در ثانیه است. هر چه احساس خواب آلودگی بیشتر بشود امواج نیز بیشتر و بیشتر کاهش می‌یابد.
محدوده فرکانس امواج مغزی آلفا ۱۴ تا ۷ سیکل در ثانیه است و همان‌طور که بیان شد هر چه خواب آلودگی بیشتر بشود یعنی امواج نیز کاهش بیشتر ی یافته‌است. ابتدای محدوده آلفا حالتی از یک خواب سبک است وقتی که به تدریج خوابمان عمیقتر می‌شود.
امواج مغزی آلفا در اختیار محدوده ناخودآگاهی ما قرار دارد، و مرز بین دو نیمکره مغز بشمار می‌آید.

## امواج اصلی مغز
آلفا یکی از چهار موج اصلی مغز (دلتا، تتا، آلفا و بتا) است که در دستگاه ثبت امواج مغز به چشم می‌خورد. این امواج، ولتاژ‌های الکتریکی را در مغز به نوسان درمی‌آورند اما ولتاژ آنها بسیار پایین است. (چند میلیونیم ولت). نوسان امواج آلفا حدود ده بار در ثانیه و محدوده آن ۸ تا ۱۳ دور در ثانیه‌است.
- امواج دلتا – (0.5 – 3 Hz)
- امواج تتا – (4 – 7 Hz)
- امواج آلفا – (8 – 12 Hz)
- امواج مو – (7.5 – 12.5 Hz)
- امواج SMR – (12.5 – 15.5 Hz)
- موج بتا – (16 – 31 Hz)
- ریتم گاما – (32 – 100 Hz)

## کشف و الفبای لاتین
«آلفا» اولین حرف الفبای لاتین است و به این دلیل اسم این موج را آلفا گذاشتند که اولین موج کشف شده از ۴ موج مشخص مغز است. امواج آلفا توسط روانشناسی به نام هانس برگر در حدود سال ۱۹۰۸ کشف شد. تا کنون هزاران دانشمند، به مطالعه امواج مغزی پرداخته‌اند بنابراین اطلاعات زیادی در این مورد که موج آلفا چیست و چه چیز باعث ظاهر و ناپدید شدن آن در مغز ما می‌شود، در دست است.

## خواب
هنگام خواب عمیق هیچ آلفایی وجود ندارد، همچنین زمانی که فرد تحت تأثیر عصبانیت یا ترس شدید قرار دارد نیز هیچ موج آلفایی در کار نیست. هر یک از چهار موج اصلی مربوط به سطح متفاوتی از آگاهی است و هرکدام فواید جداگانه ای دارد.
هرگاه توانایی به جریان انداختن موج مغزی مورد نیاز را نداشته باشیم، دچار مشکل خواهیم شد. به‌طور مثال اگر نتوانیم امواج دلتا و تتا را به جریان بیندازیم، دچار بی خوابی می‌شویم. از طرفی دیگر کسانی که می‌توانند در هر موقعیت، امواج مغزی مناسب با آن موقعیت را به جریان اندازند، افراد مستعدی محسوب می‌شوند. چهار موج اصلی مغز را می‌توان به چهار دنده یک اتومبیل تشبیه کرد. موج دلتا (آهسته‌ترین موج) دنده اول است. تتا دنده دوم، آلفا دنده سوم و بتا دنده چهارم است.

## خلاقیت
دانشمندان نشان داده‌اند که امواج مغزی افراد خلاق با افراد عادی و غیرخلاق تفاوت دارد. مغز انسان برای داشتن الهامات خلاق باید قادر به ایجاد مقدار زیادی امواج آلفا، عمدتاً در ناحیه چپ مغز باشد. این افراد می‌توانند برای حل مسائلی که با آن برخورد می‌کنند، امواج آلفای تولید شده را به کار گیرند. مردم عاری از خلاقیت، وقتی با مسئله ای مواجه می‌شوند، نمی‌توانند امواج آلفای بیشتری تولید کنند و به این ترتیب نمی‌توانند ایده‌های خلاق داشته و از پس حل مسائل برآیند؛ بنابراین هرگاه کسی بینش یا الهامی داشته باشد، می‌توان حدس زد که مغز او در آن زمان بیش از حد معمول امواج آلفا تولید کرده‌است.

## ورزش
یکی از تفاوت‌های عمده بین قهرمانان ورزشی و ورزشکاران مبتدی، تفاوت در امواج مغزی آنان است. درست پیش از اینکه یک قهرمان تیراندازی بهترین شلیک خود را بکند، یک سری موج آلفا در قسمت چپ مغز او تولید شده‌است. چند هفته مطالعه بر روی افرادی که مشغول آموزش تیراندازی بودند نشان داد که با پیشرفت شان در تمرینات، به تدریج میزان امواج آلفا در سمت چپ مغز آنها بیشتر می‌شود و این میزان از امواج در نوآموزان تیراندازی وجود ندارد بلکه میزان آن به تدریج افزایش می‌یابد.